# Антонио Карлос (станция скоростного трамвая Рио-де-Жанейро)
Антонио Карлос — станция Легкорельсового трамвая Рио-де-Жанейро. Расположена между станциями «Сантос-Дюмон» и «Синеландия».
Открыта 5 июня 2016 года. Расположена в историческом районе Центр Рио-де-Жанейро, на пересечении авениды Бейра-Мар и авениды Президента Антонио Карлоса.